# Callistopteris calyculata
Callistopteris calyculata är en hinnbräkenväxtart som beskrevs av Edwin Bingham Copeland. Callistopteris calyculata ingår i släktet Callistopteris och familjen Hymenophyllaceae. Inga underarter finns listade.